# San Sebastián (Lempira)
San Sebastián è un comune dell'Honduras facente parte del dipartimento di Lempira.
Il comune venne istituito nel 1896 con parte del territorio del comune di Gracias.